# Kloster Rumbeck

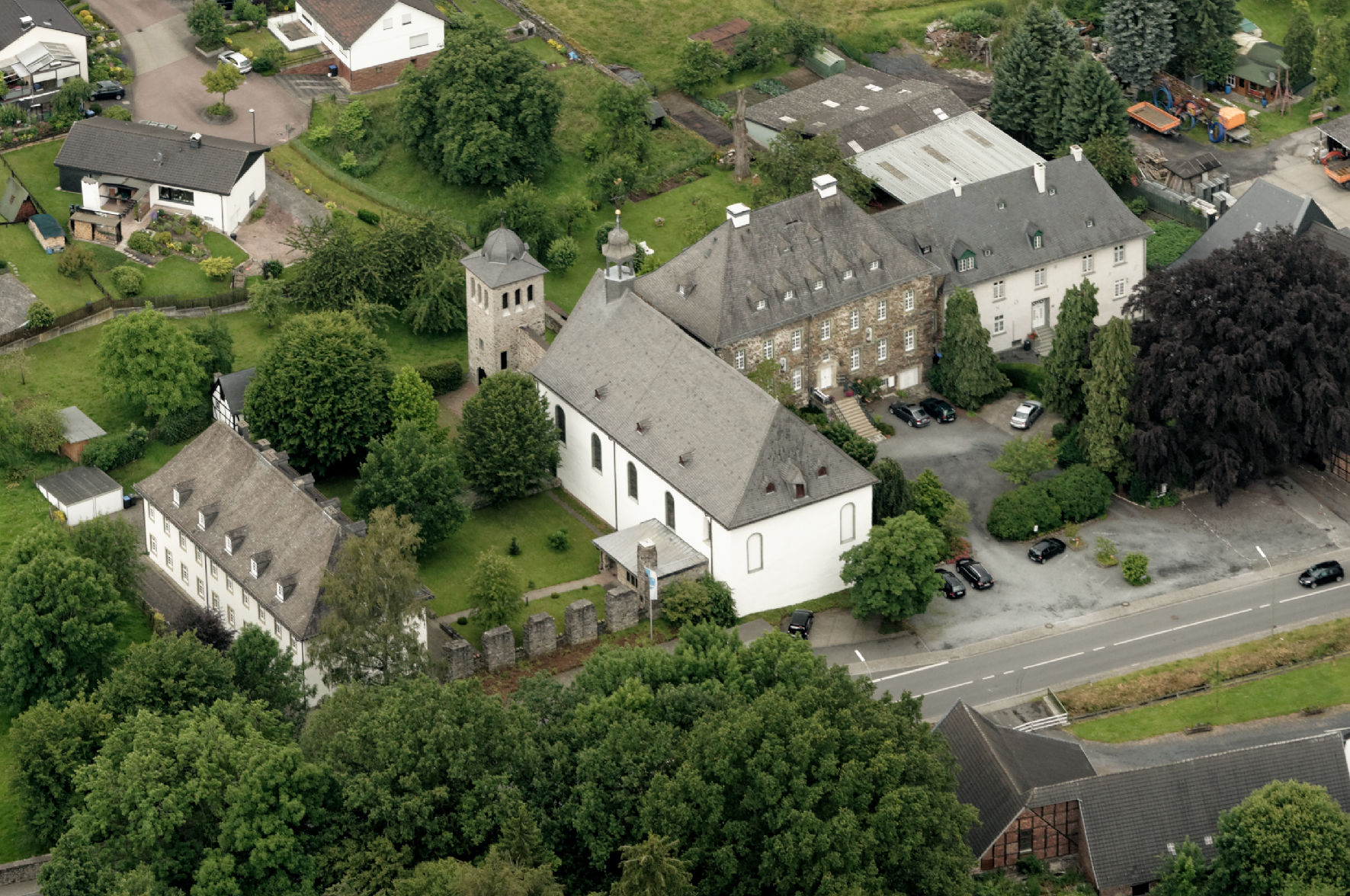
Luftaufnahme (2014)

Kloster Rumbeck (eigentlich Stift Rumbeck) befindet sich in Arnsberg im Ortsteil Rumbeck. Das Kloster wurde um 1190 gegründet und bestand bis zur Säkularisation im Jahr 1806. Es handelte sich um eine Niederlassung der Prämonstratenserinnen, die wie auch das Stift Oelinghausen unter der kirchlichen und weltlichen Jurisdiktion des Stifts Wedinghausen im benachbarten Arnsberg standen.

## Geschichte und Entwicklung

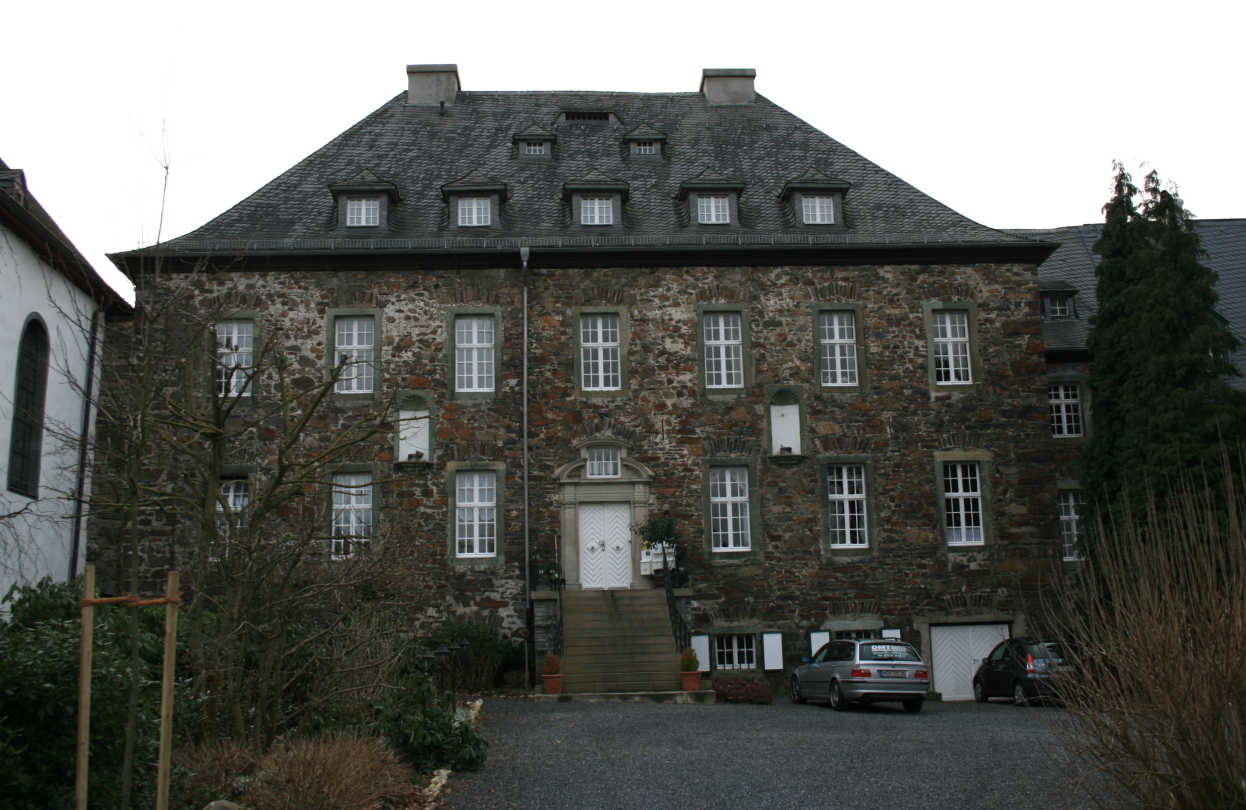
Propsteigebäude

### Gründungsphase
Vor Gründung des Klosters Rumbeck bestand an dieser Stelle ein Haupthof des Arnsberger Grafen Heinrich I., der diesen 1185 an das Stift Wedinghausen übertrug. Wie Oelinghausen war Rumbeck ein Nonnenkloster. Nach einer Darstellung des Wedinghauser Abtes Karl Berg aus dem 18. Jahrhundert hätte bereits seit längeren eine kleine Frauengemeinschaft bestanden, die nun die Prämonstratenserregel annahm. Im Jahr 1193 vereinigte Erzbischof Bruno III. Wedinghausen und Rumbeck. Die Chorherren sollten nach Rumbeck übersiedeln. Es ist unklar, ob Rumbeck tatsächlich zeitweise ein Doppelkloster war, denn bereits 1196 erscheint Wedinghausen in einer Urkunde von Papst Coelestin III. wieder als Sitz der Chorherren. Nach einer Anordnung des Kölner Erzbischofs Adolf I. wurden die Prämonstratenserinnen 1196 aus dem Kloster Bredelar nach Rumbeck versetzt, da Bredelar in ein Zisterzienserkloster umgewandelt wurde. Auch wenn die Gründung im Wesentlichen von Wedinghausen ausging, bestritt die Gemeinschaft in Rumbeck zunächst die Paternalität des Wedinghauser Abtes. Coelestin III. bestätigte schließlich 1196 das untergeordnete Verhältnis von Rumbeck. Dennoch scheint der Anspruch auf Unabhängigkeit nicht völlig vergessen worden zu sein, da noch das Generalkapitel der Prämonstratenser 1618 die Wedinghauser Rechte noch einmal bekräftigte. Mit den Auswirkungen der Klosterreformen im Geist der katholischen Aufklärung endete die Paternalität 1789. Der Abt beaufsichtigte die Schwestern in religiöser Hinsicht, er hatte den Vorsitz bei der Wahl des Propstes durch die Gemeinschaft und war die erste Instanz bei Konflikten und Streitfragen. Dem Propst war ein Mitglied der Wedinghause Gemeinschaft und war auch für die Beziehungen des Klosters nach außen zuständig. Die Priorin wurden von den Chorschwestern gewählt. Der Versammlung saß der Propst vor. Der Abt von Wedinghausen bestätigte die Wahl und führte die Priorin in ihr Amt ein. In der ersten Zeit schlief sie bei den anderen Schwestern später hatte sie eine Wohnung für sich im Südflügel.
Weitere Ämter waren in späteren Zeiten die der Subpriorin, die Kellnerin zuständig für den Hauhalt, die Küsterin, eine Vorsängerin, eine Orgelspielerin, eine Schulschwester und eine Siechenmeisterin. Letztere betreute auch das 1724 eingerichtete Krankenhaus. Die Chorschwestern verrichteten insbesondere das Stundengebet.

### Struktur des Konvents
Die Gemeinschaft in Rumbeck umfasste etwa 20 Chordamen und 10 Laienschwestern. Im 18. Jahrhundert war die Zahl auf zehn Chordamen und 11 Laienschwestern zurückgegangen. Während die Schwesteranlage Oelinghausen ausschließlich Adeligen offenstand, nahm Rumbeck auch Schwestern aus dem höheren und wohlhabenden Bürgertum aus Westfalen auf. Die meisten stammten allerdings aus dem niederen Adel. Es existieren zwischen den Heiligenbildern an den Chorwänden der Klosterkirche Geschlechterwappen der Priorinnen, die gewisse Schlussfolgerungen auf die Sozialstruktur der Vorsteherinnen zulassen. Dominierten in den ersten Jahrhunderten adelige Vorsteherinnen unter anderem etwa aus den Häusern von Thülen oder von Fürstenberg, wurden die Geschicke der Gemeinschaft seit dem 17. Jahrhundert überwiegend von bürgerlichen Damen geleitet. Zeitgenössische Chronisten und die zuständigen Revisoren aus Wedinghausen berichteten meist vom frommen Lebenswandel und der vorbildlichen karitativen Arbeit der Schwestern. Immerhin waren es Rumbecker Schwestern, die im 16. Jahrhundert in dem inzwischen zu einem weltlichen Damenstift umgewandelten Oelinghausen wieder die Klosterregeln einführten. Für eine funktionierende Gemeinschaft spricht auch, dass die Schwestern nach der Säkularisation ihr gemeinsames Leben bis zum Tod der letzten Konventsangehörigen fortführten. Gleichwohl wird man davon ausgehen können, dass es wie in den anderen Klöstern der Region während der etwa 600-jährigen Geschichte der Gemeinschaft Niedergangs- und darauf folgende Erneuerungsphasen gegeben hat. Insbesondere in der Frühen Neuzeit widmeten sich die Klosterschwestern neben dem Stundengebet der Stickerei von Paramenten.

### Die ökonomische Basis der Gemeinschaft

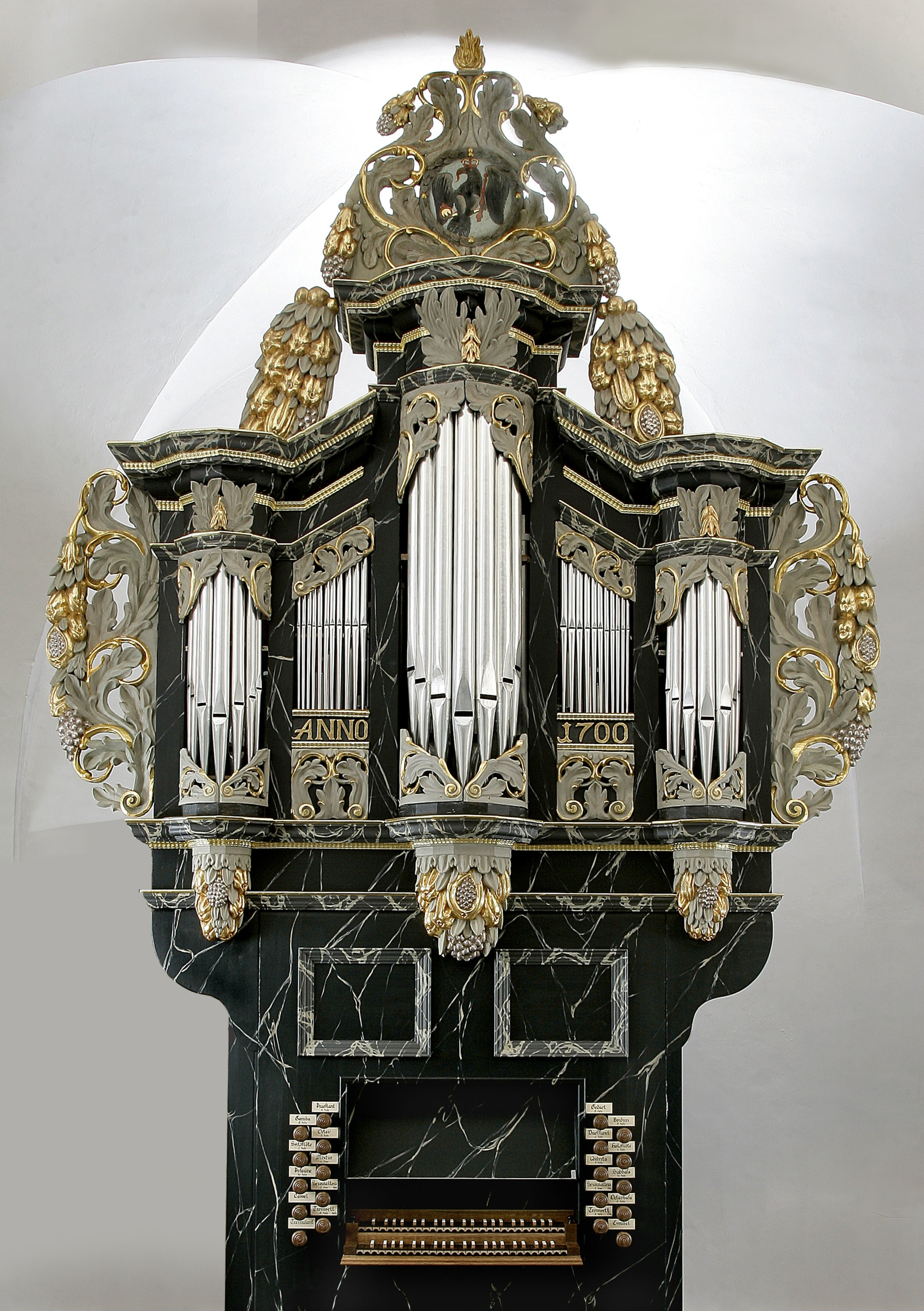
Klausingorgel von 1700

Das Kloster verfügte über eine eigene von einem Propst beaufsichtigte Klosterwirtschaft, über Jagd- und Fischereirechte. Die Verwalter waren aufs Ganze gesehen erfolgreich, den Landbesitz durch Erbschaften, Schenkungen, Kauf oder Tausch im Laufe der Zeit zu erweitern.
Im Vergleich zu Oelinghausen war die ökonomische Grundlage von Rumbeck allerdings deutlich bescheidener. Dies hing möglicherweise mit der anderen sozialen Zusammensetzung und den damit verbundenen weniger großzügigen Güterschenkungen zusammen. 1225 bekundete Graf Gottfried von Arnsberg in einer Urkunde, dass Dietrich I. von Bilstein zu Burg Bilstein dem Kloster Rumbeck sein voll eigenes Gut Seringhausen bei Erwitte für 94 Mark verkauft hat.
Insgesamt betrug der Besitzstand von Rumbeck nur etwa zwei Fünftel von dem Oelinghausens. Vor allem in den ersten Jahrzehnten des Bestehens galt der Konvent als regelrecht arm. Dafür sprechen die Aufnahme von Darlehen bei Kölner Bürgern und ein von Graf Gottfried III. im Jahr 1244 ausgestellter Almosenbrief.

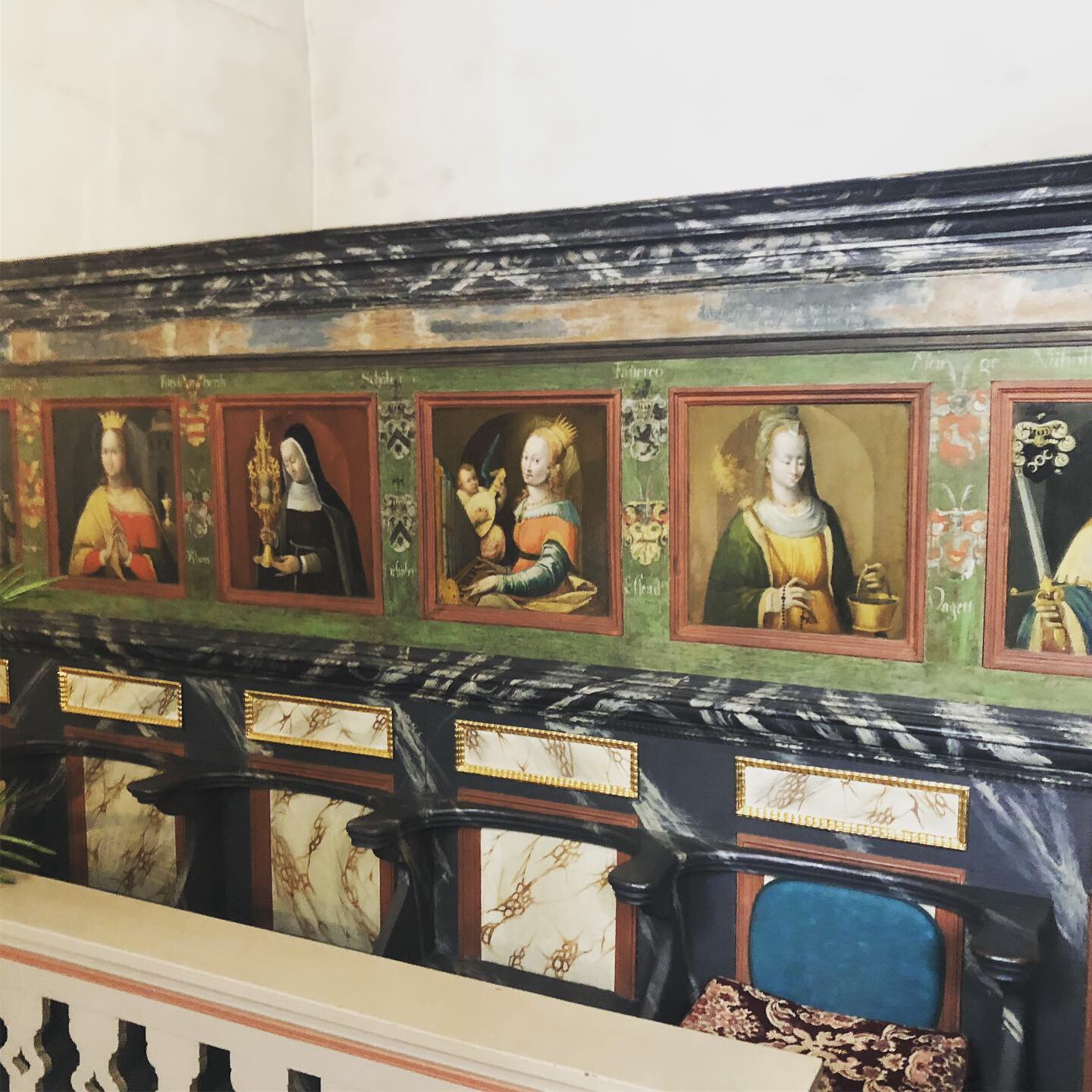
Teilansicht einer barocken Bildergalerie mit Heiligen sowie Familienwappen der Priorinnen und Konventualinnen in der Apsis der Klosterkirche

Auch die Schwestern aus dem Niederadel oder aus Bauernfamilien übergaben beim Eintritt in das Kloster häufig Grundbesitz an die Gemeinschaft. Schließlich gehörten dem Kloster 59 abgabepflichtige Höfe („Gewinnhöfe“). Diese Besitzungen lagen verstreut im Sauerland und der Soester Börde. Die Pröpste als Verwalter versuchten diese Grundstücke durch Tausch zusammen zu legen oder zu verkaufen, um von dem Geld besser gelegene Höfe zu erwerben. Diese wurden dann verpachtet. Die geschickte Wirtschaftsführung der Pröpste führte dazu, dass die Gemeinschaft über verschiedene Pachthöfe verfügten. Am Ende der Klosterzeit war der Besitz schuldenfrei und konnte von den neuen hessischen Landesherren mit Gewinn verkauft werden.
Durch den Besitz der Höfe war das Kloster an verschiedenen Orten Teil der Markgenossenschaften. Als solche konnte das Kloster die Wälder anteilig nutzen, um Holz zu schlagen oder sie als Hude zu verwenden. In der Dinscheder Mark waren die Pröpste meist auch Holzrichter. Das Kloster hatte auch Markenrechte in der Schwiedinghauser, Hüstener und Wennemener Mark. Zum Kloster gehörte auch ein eigener Klosterwald. Die Pröpste erstritten sich in der Gegend um das Kloster auch das Recht auf die niedere Jagd.
Im 17. Jahrhundert versuchten die Pröpste aufgrund der schmalen ökonomischen Basis die Landwirtschaft zu modernisieren, um durch den Verkauf von überschüssigen Produkten ein höheres Einkommen zu erzielen. Die Aufstauung des Mühlbachs ließ nicht nur eine Reihe von Fischteichen entstehen, sondern lieferte auch die Energie für je eine Öl-, Säge- und Kornmühle. Der Klosterwald wurde für die Produktion von Pottasche genutzt. Diese wurde im 18. Jahrhundert für die kurzzeitig existierende eigene Glashütte genutzt. Diese produzierte Fensterglas, Flaschen und andere Gefäße. In Hinblick auf das Hüttenpersonal ist bemerkenswert, dass trotz Gegenreformation und Zugehörigkeit zu einer Klosterwirtschaft zu einem Großteil auswärtige, protestantische Fachkräfte angeworben wurden. Der Betrieb wurde bald auf Grund des nicht rentablen Rohstoffbedarfs aufgegeben. Propst Arndts gründete 1748 ein Hammerwerk zur Herstellung von Eisen. Eine eigene Bleiche diente der Leinwandherstellung. Auf Basis der Landwirtschaft und der gewerblichen Betriebe entstand ein gewisser Wohlstand. Im Gegensatz zu den meisten anderen monastischen Gemeinschaften der Region war Rumbeck zur Zeit der Säkularisation nicht nur schuldenfrei, sondern hatte auch überschüssiges Geld angelegt.

### Spätmittelalter und Frühe Neuzeit
Das Kloster blieb von äußeren Ereignissen nicht unberührt. Während der Soester Fehde suchten die Schwestern verschiedentlich Schutz umherziehenden Bewaffneten auf ihrem Hof in Altenhellefeld. Während des Dreißigjährigen Krieges flohen die Schwestern in der kurfürstliche Schloss in Arnsberg. Im Jahr 1646 wurde das Kloster von schwedischen Truppen geplündert. Im Siebenjährigen Krieg lagerten am Kloster französische Truppen, die Kriegskontributionen erzwangen. Im Jahr 1804 nach dem Übergang des Herzogtums Westfalen in den Besitz von Hessen-Darmstadt wurde das Kloster aufgehoben. Damals lebten noch zwei Geistliche, zehn Chorschwestern, acht Laienschwestern und eine Novizin dort. Sie hatten die Wahl das Kloster zu verlassen und ihre beim Eintritt eingebrachte Mitgift mitzunehmen oder im Kloster zu bleiben. Die Schwester entschieden sich für das bleiben und die Fortsetzung ihrer Gemeinschaft. Die Einkünfte des Klosters gingen an den Staat und die Schwestern lebten von kleinen Pensionen. Später stifteten die da noch lebenden sechs Schwestern aus ihren Ersparnissen den Peterschen Armenfond zu Gunsten der Armen in Rumbeck, Oeventrop, Freienohl und Arnsberg. Die Zinsen halfen während der Kriege 1870/71 und 1914-1918 etwas die Not zu lindern. Zuletzt lebte eine Schwester noch alleine elf Jahre im Kloster, ehe sie nach Linz zog, wo sie 1853 starb. An sie erinnert ein Gedenkstein.

## Bauliche Gestalt

### Klostergebäude

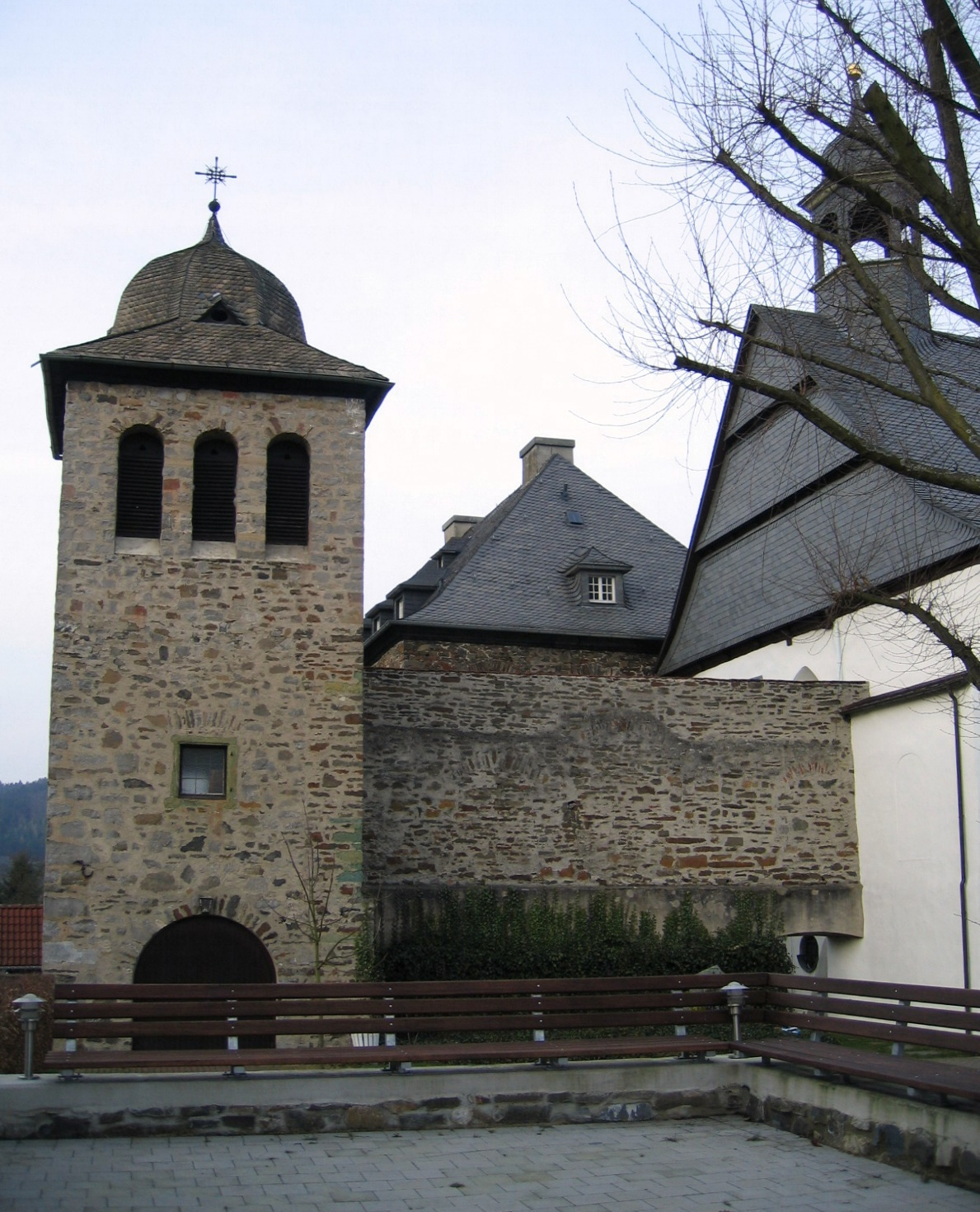
Archivturm

Über die bauliche Gestalt der Anlage liegen erste Angaben aus dem Jahr 1519 vor. Diese betreffen einen Südflügel, der von Propst Johann von Heyger (1516–1545) errichtet wurde und 200 Jahre später durch Adam Nackthoff (1714–1745) erneuert wurde. Dieser Gebäudeteil begrenzte südlich den Klosterhof und enthielt neben der Wohnung der Priorin auch Schule und Kleiderkammer des Klosters. Durch einen Brand im Jahr 1914 wurde das Gebäude völlig zerstört. An derselben Stelle entstand 1916 ein neuer Flügel, der von Beginn an als Pfarrhaus geplant worden war. Der Bau wurde dabei um drei Fensterachsen verkürzt errichtet. Nicht wieder aufgebaut wurde das völlig zerstörte sogenannte Kornhaus. Von diesem sind nur noch ruinenartige Reste zu sehen.
Neben der Kirche gehört zu den erhaltenen Teilen der Klosteranlage ein Archivturm, der heute als Glockenturm dient. Hinzu kommen einige ehemalige Wirtschaftsgebäude. Die Pröpste lebten in einem eigenen repräsentativen Propsteigebäude, das im 17. Jahrhundert errichtet wurde und im 18. Jahrhundert noch einmal erneuert wurde. Dieses dient heute als Wohngebäude. Heute ebenfalls als Wohnhaus dient das 1695 errichtete ehemalige Gästehaus des Klosters.
Die Kirche, das Pfarrhaus und das Stallgebäude sind Patronatsbauten des Landes Nordrhein-Westfalen. Die Baulastverpflichtungen liegen zu hundert Prozent beim Land.

### Klosterkirche

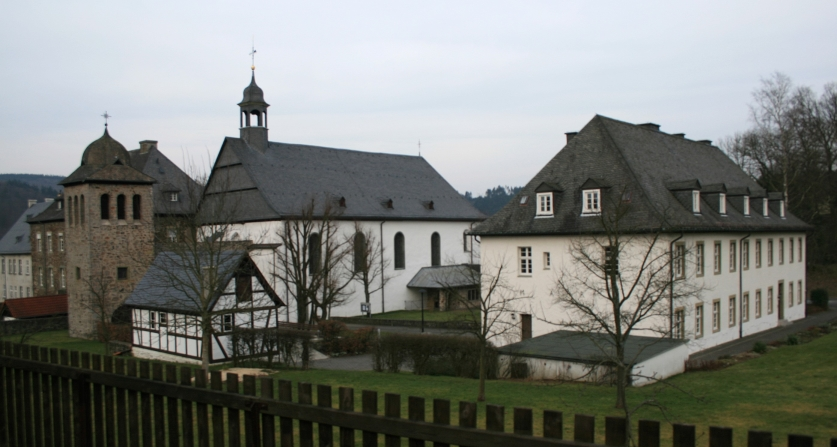
Klosterkirche (weiß mit Dachreiter und verschiefertem Westgiebe) zwischen Probsteigeböude und Bibliotheksturm (beide Bruchstein) und Pfarramt

Die Kirche ist nach außen schlicht verputzt. Der rechteckige Bau ohne Strebepfeiler hat ein nach Osten abgewalmtes Dach und einen Dachreiter nahe dem Westgiebel.
Der Innenraum ist eine rechteckige, gerade geschlossene Hallenkirche von fünf Jochen Länge mit auffällig schmalen Seitenschiffen. Ein abgegrenzter Chorraum fehlt. Acht rechteckige Pfeiler tragen die spitzbogigen Gewölbe mit waagerechten Scheiteln, Kreuzgratgewölbe über dem Mittelschiff und Tonnengewölbe mit Stichkappen über den schmalen Seitenschiffen. Alles ist ausgesprochen schlicht gehalten; es gibt weder Wandvorlagen noch abgegrenzte Gurt- und Scheidbögen.
Bis zum Umbau im 19. Jahrhundert gab es eine Nonnenempore für die Mitglieder der Gemeinschaft. Diese reichte vermutlich ursprünglich bis zum vorletzten Pfeilerpaar nach Osten. Sie wurden 1825 bis zum letzten Joch zurückgebaut.
Bislang wurde angenommen, dass die Klosterkirche ein im Wesentlichen gotischer Bau mit älteren Wurzeln sei. Nach neueren Erkenntnissen der Dendrochronologie wurde der nach Bau um 1200 errichtet und schon zu Beginn des 13. Jahrhunderts fertiggestellt. Danach ist er insgesamt als spätromanisch einzuordnen und eine der ersten Hallenkirchen mit gemauertem Gewölbe in Westfalen.
Unter den Pröpsten Friedrich Bigeleben und Eberhard Cöbinghof wurde die Kirche im späten 17. und frühen 18. Jahrhundert im Stil des Barocks umgestaltet.
Seither ist die Ausstattung im Inneren fast ausschließlich barock. Zu der wahrscheinlich von Heinrich Stratmann geschaffenen einheitlichen Innenausstattung gehören der Hochaltar, zwei Seitenaltäre, der Beichtstuhl, die Kanzel sowie Teile des Orgelgehäuses. Dazu gehört der Figurenschmuck des Hochaltars oder ein Relief des hl. Franziskus Xaverius in Indien. Die Orgel auf der Empore stammt aus der Herforder Klausingwerkstatt und ist auf das Jahr 1700 datiert. Eine Orgel gab es im Kloster deutlich länger. Bereits 1658 ist eine Orgel belegt. Klausing hat Teile der älteren Anlage wieder verwertet. Einige Pfeifen stammen noch aus dem 15. Jahrhundert. Die Orgel wurde 1830 von Engelbert Ahmer erweitert und in den Jahren 2005/2006 restauriert. Eine weitere Restaurierung erfolgte im Rahmen der Schimmelbefallbeseitigung im Kircheninnenraum 2022/23. Das Gestühl der Nonnen, das sich heute neben dem Hochaltar befindet, stammt noch aus der zweiten Hälfte des 16. Jahrhunderts und wurde in der ersten Hälfte des 17. Jahrhunderts vermutlich von Heinrich Stratmann um Malereien von Heiligen und Familienwappen der Priorinnen und Konventualinnen ergänzt.

## Die Klosterbibliothek
Zwar war der Buchmaler und -schreiber Ludovicus Scriptor zeitweise Prior in Rumbeck. Ob er auch dort in dieser Hinsicht tätig war, ist nicht bekannt. Aus der Zeit des bestehenden Klosters ist über eine Bibliothek nichts bekannt. Erst im Zuge der Säkularisation ist von einem kleinen Bücherbestand die Rede. Dieses Verzeichnis ist heute verschollen. Bekannt ist, dass zwei Werke in den Besitz des Landgrafen übergingen. Dies sind ein Buch über die Bienenzucht und das Lexicon oeconomicum von Georg Heinrich Zincke. Dem Kloster gehörte auch das vierbändige Werk zum Kölnischen Krieg von Michael von Isselt. Dieses befand sich aber lange in den Räumen des Priors von Wedinghausen.

## Inwertsetzung der Anlage
Seit einigen Jahren existiert der Förderverein Kloster und Dorf Rumbeck der sich insbesondere die Aufwertung der Klosteranlage zum Ziel gesetzt. Im Rahmen der kommunalen Förderung dörflicher Strukturen hat der Verein zusammen mit Verwaltung und Lokalpolitik der Stadt Arnsberg ein Konzept erarbeitet, dass mit Fördermitteln des Landes Nordrhein-Westfalen realisiert werden konnte. Dazu gehören unter anderem die Illuminierung der Anlage in der Dunkelheit, die Freilegung von Resten der früheren Sägemühle, die Rekonstruktion eines Mühlrades sowie die Aufstellung von Informationstafeln. Der Verein engagiert sich auch in einem Arbeitskreis zur Arnsberger Klosterlandschaft. Schon früher wurden einige der alten Fischteiche des Klosters im Mühlbachtal in Stand gesetzt. Sie wurden zu Feuchtbiotopen. An den Teichen verläuft ein Poesiepfad. Im Jahr 2019 wurden Wanderwege zur Klosterwirtschaft mit verschiedenen Informationspunkten angelegt.

## Priorinnen
(Quelle: )
- Frederun (1220)
- Gosta (1336)
- Goda de Meschede (1351)
- Grete Dobber (1340)
- Gertrudis van der Lake (1391)
- Margareta (1406)
- Hezelken (1431)
- Stina Droste (?) (vor 1447)
- Styne van Muldensbern (1437/1467)
- Bela Sprengen (1467/1489)
- Alheid von Merode (1527/1538 (?))
- Anna von Ruspe (1545/1546)
- Ursula von Thülen (1549/1566)
- Barbara Neuhoff (1570/1577)
- Katharina von der Wende (1588)
- Katharina Roehrs (1605/1607)
- Elisabeth Schöler (1619/1628)
- Anna Maria von Fürstenberg (1642/1655)
- Maria Kleinsorgen (1651/1681)
- Agnes Fucker (1695)
- Maria Walburg Hilsberg (1703/1709)
- Dorothea Tape (1708(?)/1731)
- Agnes Schlaun (1731/1733)
- Maria Isabella von Mellin (1733/1767)
- Maria Barbara Biegeleben (1767/1783)
- Franziska Peters (1783–1804, gest. 1830)